# José Michal
José Antonio Michal (San Miguel de Tucumán, Tucumán, 12 de junio de 1911) fue un futbolista argentino que jugaba como delantero.

## Carrera

### Central Norte
Michal se inició futbolísticamente en Central Norte. En 1929 se consagró campeón tucumano, compartiendo equipo con Alberto Chividini. Al año siguiente el cuervo se estaba perfilando para hacerse con el título nuevamente, pero perdería en la última fecha y obligaría a disputar un partido desempate por el título, que terminaría perdiendo ante Atlético Tucumán.

### Atlético Tucumán
Luego de jugar en Central Norte, pasó a Atlético Tucumán, en donde tuvo un breve paso.

### Quilmes
En 1932 es traspasado al fútbol de Buenos Aires, junto a otras figuras del fútbol tucumano, para sumarse a Quilmes. En el cervecero compartió equipo con su hermano Santiago Michal.

### Vélez
En 1934 llega a Vélez para jugar el Campeonato 1934. El fortín sería su último club de Buenos Aires, antes de volverse a su provincia natal.

### All Boys
Luego de su paso por Vélez, volvió a Tucumán para sumarse a All Boys. Con el gallego se coronó campeón tucumano en el año 1936.

## Clubes
| Club             | País      |
| ---------------- | --------- |
| Central Norte    | Argentina |
| Atlético Tucumán | Argentina |
| Quilmes          | Argentina |
| Vélez            | Argentina |
| All Boys         | Argentina |

## Palmarés
| Título        | Equipo        | País      | Año  |
| ------------- | ------------- | --------- | ---- |
| Liga Tucumana | Central Norte | Argentina | 1929 |
| Liga Tucumana | All Boys      | Argentina | 1936 |